# Franchets Zwergmispel
Franchets Zwergmispel (Cotoneaster franchetii) ist ein etwa 2 Meter hoher Strauch mit orangeroten Früchten aus der Gruppe der Kernobstgewächse (Pyrinae). Das natürliche Verbreitungsgebiet der Art liegt in China, Myanmar und Thailand, in Afrika, Amerika, Australien und Europa ist sie verwildert. Sie wird häufig als Zierpflanze verwendet.

## Beschreibung

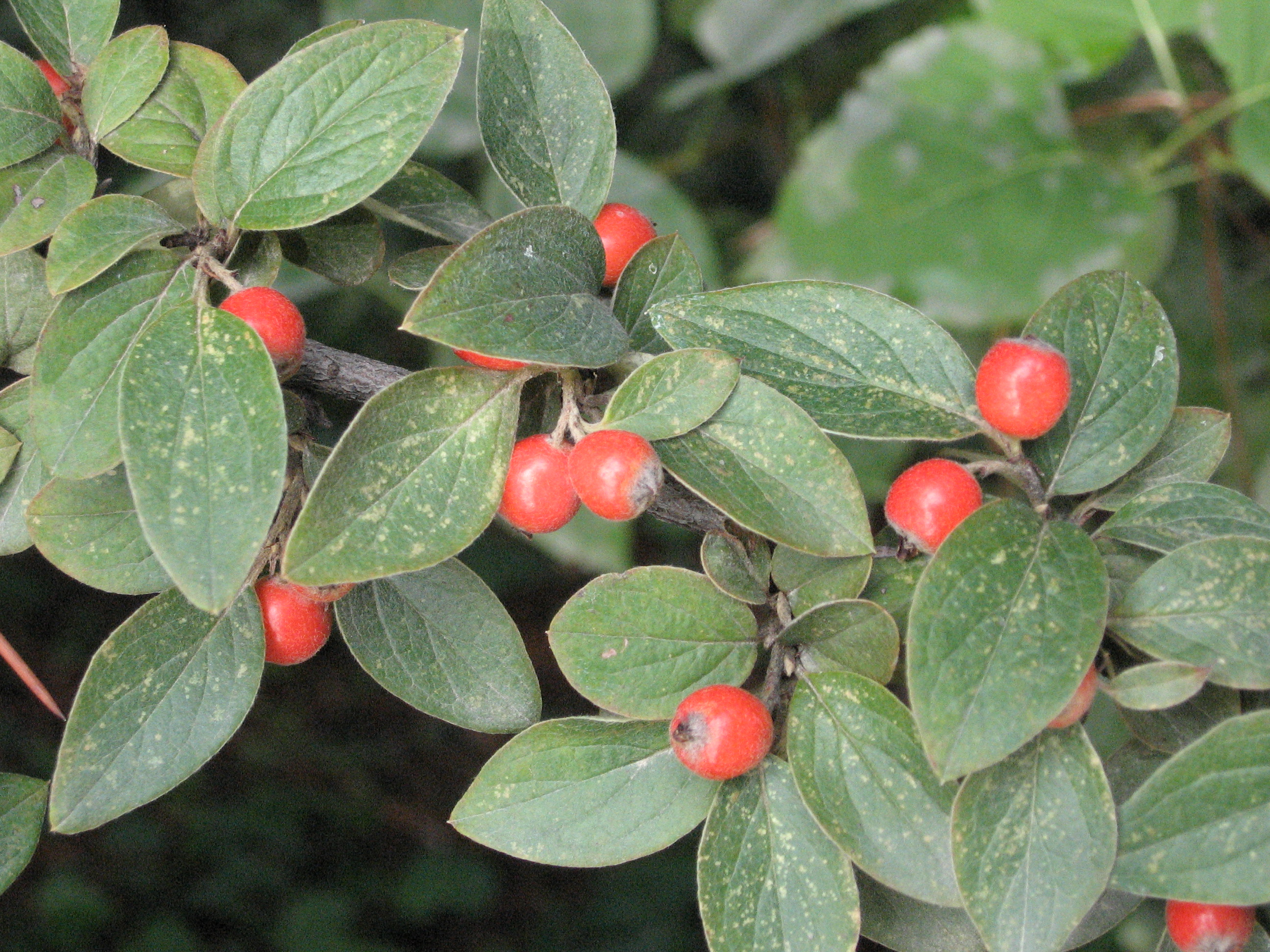
Blätter und Früchte

Franchets Zwergmispel ist ein immergrüner oder wintergrüner, 1 bis 3 Meter hoher Strauch mit überhängenden, dunkel graubraunen oder schwarzgrauen, anfangs dicht striegelig behaarten und später verkahlenden Zweigen. Die Laubblätter sind in Blattstiel und Blattspreite gegliedert. Der Blattstiel ist 2 bis 4 Millimeter lang und filzig behaart. Die Nebenblätter sind linealisch-lanzettlich, 2 bis 4 Millimeter lang, anfangs filzig behaart und später verkahlend. Die Blattspreite ist einfach, oval bis eiförmig, 2 bis 3 Zentimeter lang und 1 bis 1,5 Zentimeter breit, mit spitzer oder zugespitzter Blattspitze und keilförmiger Basis. Die Blattoberseite ist matt glänzend und fein runzelig, anfangs angedrückt behaart und später verkahlend mit tief eingesenkten Blattadern; die Unterseite ist dicht gelb- bis silbrigfilzig behaart mit hervortretenden Blattadern.
Die Blüten wachsen in 1,5 bis 2,5 Zentimeter durchmessenden Schirmrispen aus 5 bis 11 Blüten mit dicht filzig behaarter Blütenstandsspindel. Die Tragblätter sind linealisch, 2 bis 3,5 Millimeter lang und filzig behaart. Die Blütenstiele sind ebenfalls filzig behaart und 2 bis 4 Millimeter lang. Die Blüten haben Durchmesser von 6 bis 7 Millimeter. Der Blütenbecher ist glockenförmig und außen dicht flaumig behaart. Die Kelchblätter sind dreieckig, spitz oder kurz zugespitzt, 1 bis 2 Millimeter lang und 1,5 bis 2,5 Millimeter breit. Die Kronblätter sind aufgerichtet, rosafarben, breit verkehrt-eiförmig oder oval, 3 bis 4 Millimeter lang und 2 bis 3 Millimeter breit, mit stumpfer Spitze und kurz genagelter Basis. Die Oberseite ist an der Basis fein behaart. Die 20 Staubblätter sind kürzer als die Kronblätter. Die Spitze des Fruchtknotens ist flaumig behaart. Die zwei oder drei manchmal bis fünf freistehenden Griffel sind kürzer als die Staubblätter. Die Früchte haben Durchmesser von 6 bis 7 Millimeter. Sie sind orangerot oder rot, eiförmig-rundlich, anfangs behaart und später verkahlend. Je Frucht werden meist drei selten bis zu fünf Kerne gebildet. Franchets Zwergmispel blüht im Juni und Juli, die Früchte reifen von September bis Oktober.
Die Chromosomenzahl beträgt 2n=68.

## Vorkommen und Standortansprüche
Das natürliche Verbreitungsgebiet liegt in den chinesischen Provinzen Guizhou, Sichuan, Xizang und Yunnan, in Myanmar und Thailand. In Südafrika, Australien und Neuseeland, Europa und Kalifornien ist sie verwildert. Franchets Zwergmispel wächst in Steppen und Trockenwäldern in 1600 bis 2900 Metern Höhe auf mäßig trockenen bis frischen, schwach sauren bis alkalischen, sandig-lehmigen bis lehmigen, nährstoffreichen Böden an licht- bis halbschattigen Standorten. Die Art ist wärmeliebend und mäßig frosthart.

## Systematik
Franchets Zwergmispel (Cotoneaster franchetii) ist eine Art aus der Gattung der Zwergmispeln (Cotoneaster). Sie wird in der Familie der Rosengewächse (Rosaceae) der Unterfamilie Spiraeoideae, Tribus Pyreae der Untertribus der Kernobstgewächse (Pyrinae) zugeordnet. Die Art wurde im Jahr 1902 von Désiré Georges Jean Marie Bois erstmals wissenschaftlich beschrieben. Der Gattungsname Cotoneaster leitet sich vom lateinischen „cotoneum malum“ für die Quitte (Cydonia oblonga) ab. Die Endung „aster“ ist eine Vergröberungsform für Pflanzengruppen, die im Vergleich zu ähnlichen Gruppen als minderwertig betrachtet werden. Das Artepitheton franchetii verweist auf den französischen Botaniker Adrien René Franchet.

## Verwendung
Franchets Zwergmispel wird häufig aufgrund ihrer bemerkenswerten Früchte und der auffallenden Herbstfärbung als Ziergehölz verwendet.

## Nachweise